# Instrument dęty drewniany

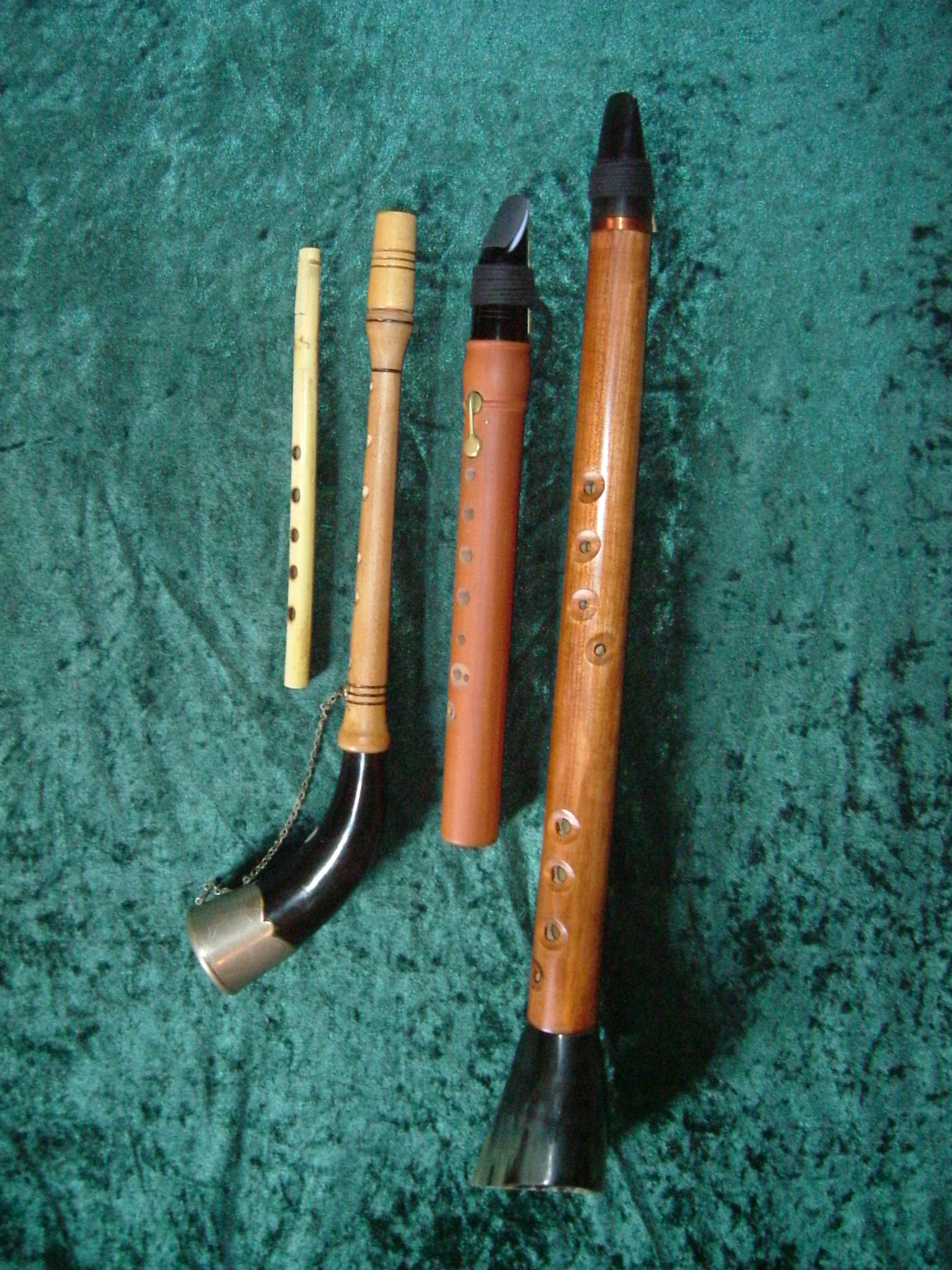
Kolekcja instrumentów stroikowych i klarnetowych. Od lewej do prawej: mandoura (Kreta), rischok (Ukraina), chalumeau (nowoczesna adaptacja instrumentu z XVIII wieku, Europa Środkowa), Birbyne (Litwa)

Instrument dęty drewniany – instrument dęty, w którym wibratorem jest drewniany stroik, bądź krawędź, o którą rozpraszany jest strumień powietrza. Sam instrument może być wykonany z dowolnego materiału, np. drewna, metalu lub tworzywa sztucznego.
Źródłem dźwięku w instrumentach dętych drewnianych jest wibrujący strumień powietrza, którego częstotliwość (wysokość dźwięku) jest regulowana przez zakrywanie otworów w korpusie instrumentu. Ponieważ przykrywanie wielu otworów naraz byłoby trudne lub nawet niewykonalne, w wielu instrumentach dętych drewnianych stosuje się mechanizm z klapami.
Do grupy instrumentów dętych drewnianych należą:
- flet prosty
- flet poprzeczny
- flet piccolo
- obój
- klarnet
- fagot
- kontrafagot
- saksofon
- szałamaja
- rożek angielski
- dudy

Instrumenty dęte drewniane można podzielić na trzy grupy ze względu na konstrukcję ustnika bądź stroika:
- Instrumenty z jednym stroikiem (jednostroikowe): posiadające pojedynczy drewniany stroik zamocowany w ustniku, powodujący wibrację przepływającego powietrza przez szparę pomiędzy nim a ustnikiem. Do tej grupy należą klarnet i saksofony.
- Instrumenty z dwoma stroikami (dwustroikowe): Stroik umieszczony u nasady rurki tworzącej ustnik. Stroik zbudowany jest z dwóch drewnianych lub trzcinowych płatków, powodujących wibrację powietrza przepływającego pomiędzy nimi. Do tej grupy instrumentów należą obój, rożek angielski, fagot i kontrafagot.
- Instrumenty z ostrą krawędzią (wargą) stroik jest delikatnie wgłębiony i nie widać go od razu. Do tej grupy instrumentów należą: flet poprzeczny i flet prosty.